# Santuário de San Miguel de Aralar
O santuário de San Miguel de Aralar encontra-se localizado na localidade de Huarte-Araquil, Navarra, Espanha.

## A devoção a São Miguel

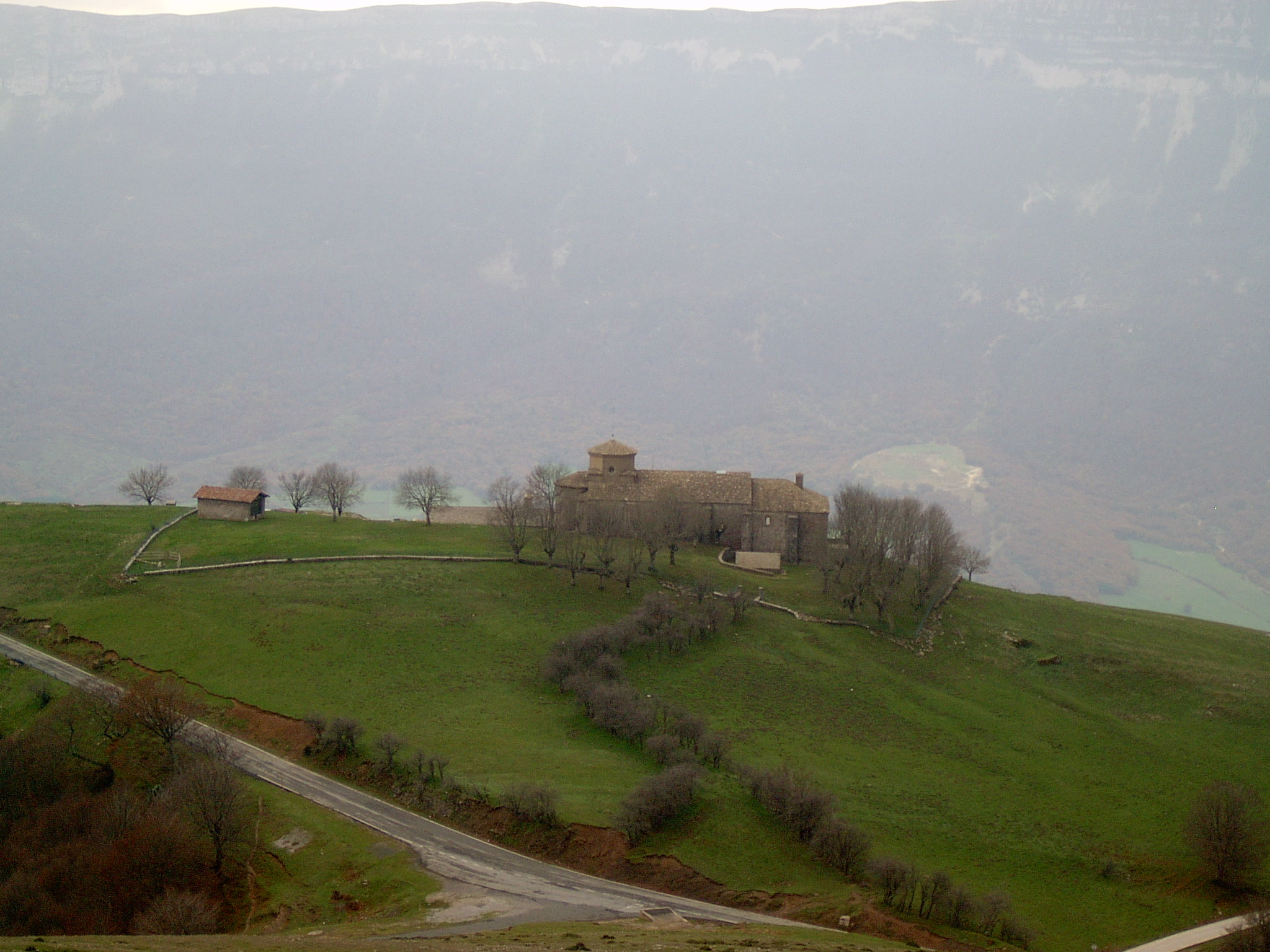
Vista do imóvel

Desde o período final do Império Romano e, sobretudo, a partir das notícias relativas aos aparecimentos de São Miguel no Monte Gargano (século V), Roma (século VI) e Avranches (século VII), o Ocidente europeu contou com numerosos lugares de culto ao arcango. Muitos deles foram erigidos nas alturas, onde se lhe atribuía o duplo ministério de taumaturgo e protector dos reinos cristãos. Também na evangelização da terra dos vascões a devoção a São Miguel teve sua importância e chegou a constituir, a partir do século X, um dos cultos maiores impulsionados pelos reis de Pamplona, junto ao tributado à Virgem Maria. Por isso, boa parte das mais antigas igrejas e ermitas do reino se puseram baixo a advocação do príncipe da celestial milícia.

## O templo de Excelsis

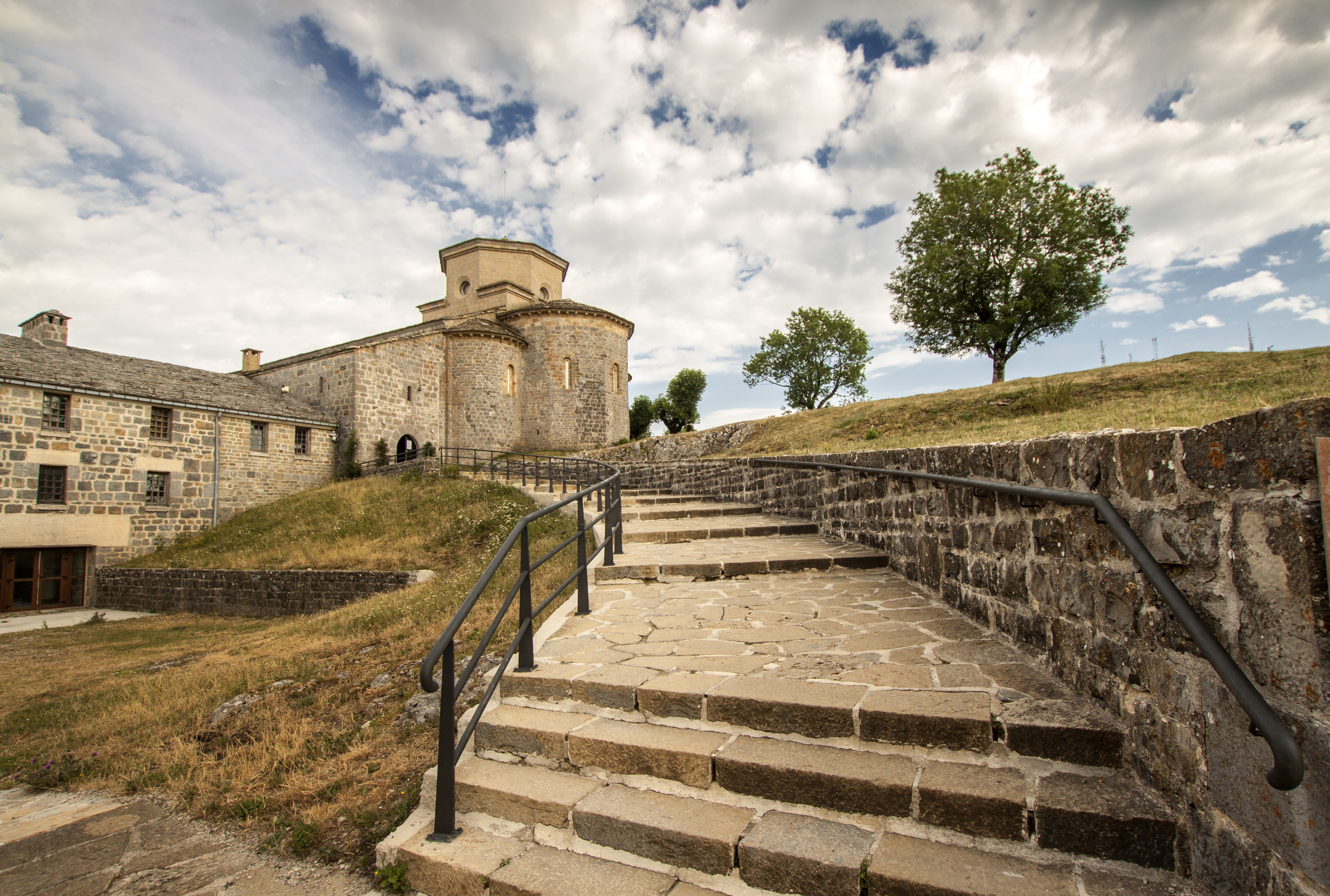
Vista do santuário

De estilo românico, a primeira referência data de 1032, ainda que supõe-se que já no século IX existia um templo pré-românico. Depois de um incêndio no século X, restaurou-se, ampliando-o com duas naves laterais. Visto desde o este, destaca de imediato o triplo abside com o atrio-refúgio encostado ao sul e a cúpula coroando o conjunto. No passadisso que dá acesso à igreja se encontra uma sóbria capa formada por quatro arcos de aresta viva sobre imposta e pés direitos. Por aqui passa a um nártex ou pórtico fechado, coberto com abóbada de canhão algo apontado, da mesma largura que o templo, com o que comunica por três capas, singelas as laterais e mais decorada a central.
A igreja do santuário tem três naves quase da mesma altura. Está arrematado por uma cabeceira de três absides semicirculares, ainda que a central desde fora seja poligonal. As três naves estão cobertas por abóbadas de canhão e a cabeceira por abóbada de forno.
Os pilares são de planta cruciforme, excepto um que a tem circular. Não há capitel, senão que de uma simples imposta arrancam as abóbadas de médio canhão e, nos absides, de quarto de esfera. Carece de toda ornamentação escultorica que possa distrair a contemplação da pedra lisa em sua função arquitetónica.
Antes de chegar à capela maior encontramos-nos com um pequeno santuário com coberta a duas águas, do século XII, situado sobre a gruta na que, segundo a lenda, se apareceu o arcango São Miguel. Este santuário alberga a imagem de São Miguel.
No trecho anterior à capela maior há uma lanterna octogonal, sendo o foco de luz mais importante do interior.

## O retablo

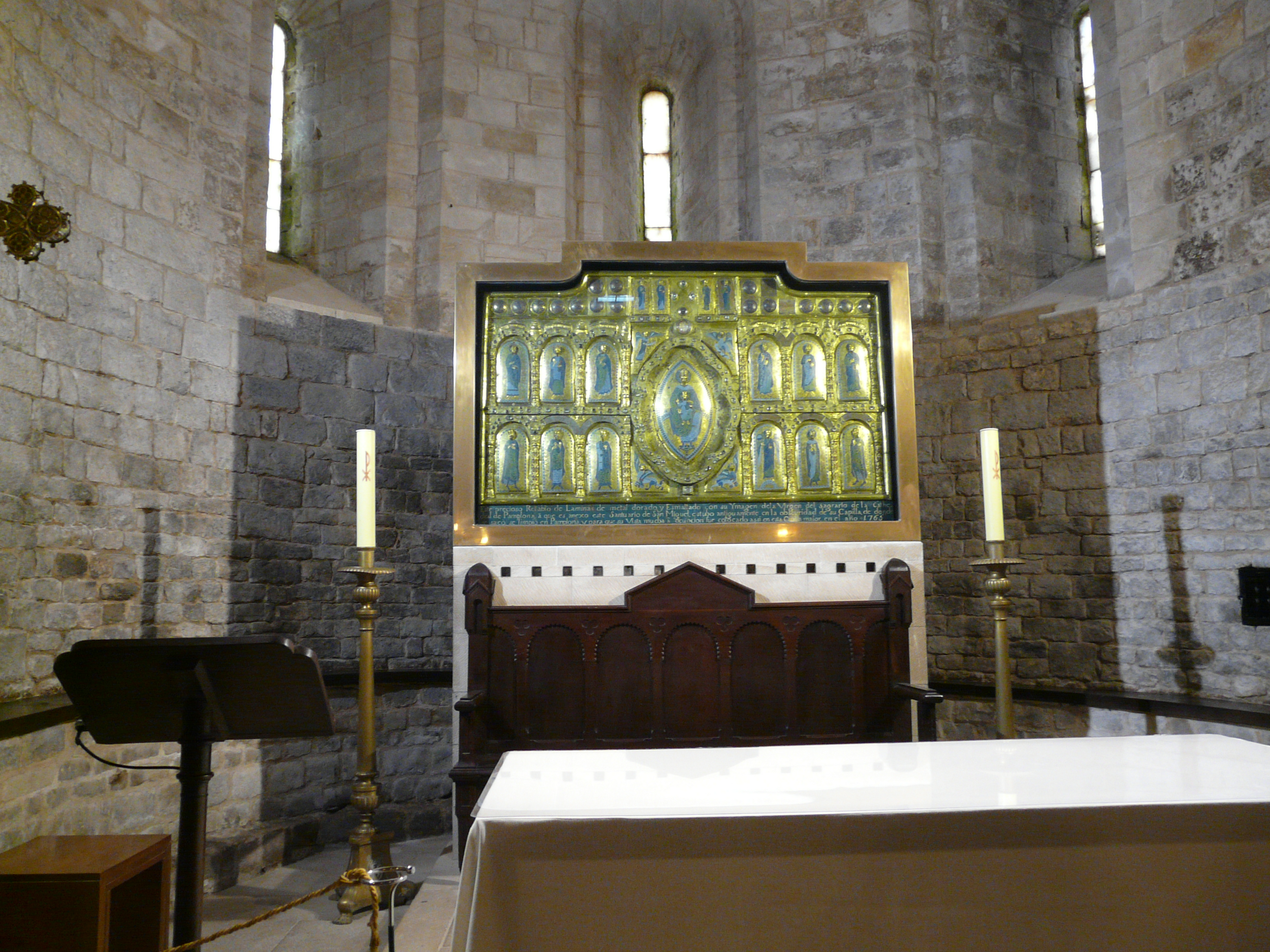
Interior do santuário

O retablo que preside a capela maior —em origem, um frontal de altar— é uma das obras mestres que alberga o santuário e o exemplo mais notável da decoração preciosa do altar cristão em época românica. Realizado, ao que parece, em tempos do rei Sancho VI o Sábio, no final do século XII, trata-se de um conjunto de cobre dourado e esmaltado, formado por 39 peças de esmalte, placas e medalhões, com enfeito de pedreria semi-preciosa. O programa iconográfico representa à Virgem com o Menino, os tetramorfos ou símbolos dos quatro evangelistas, os apóstolos, os reis magos, a cena da Anunciação do anjo a Maria e a figura de São José. Desde que há constância da existência desta peça, só tem saído do Santuário em três ocasiões: em 1765 para ser limpo em Pamplona (segundo reza a inscrição do mesmo retablo), em 1979 por roubo perpetrado por Erik "O belga", e em 2006 para ser exibido temporariamente numa exposição em Pamplona.
Uma hipótese recente supõe-no um presente de noivos de Ricardo Coração de Leão (oficialmente comprometido com Aélis de França desde 1169) para ratificar o seu compromisso matrimonial com Berenguela de Navarra, negociado em segredo com Sancho o Sábio entre 1185 e 1188. A proposta tem em conta, além do patronato que os primeiros membros da dinastia Plantagenet exerceram na produção de esmaltes de Limoges a alegoria que implicaria a identificação realizada por Marie-Madeleine Gauthier da cena protagonizada por Maria e José como uma representação das suas Esponsais (o anjo, que dá as costas à Virgem, seria são Miguel sobre a cimeira de Aralar). Para ratificar esta ideia tem-se em conta, ademais, a coincidência da vestimenta de São José e um dos Reis Magos com outras representações dos Plantagenet, que se supõe característica deles.

## A imagem de São Miguel
A imagem titular do Santuário apresenta uma iconografia muito antiga e peculiar: em lugar de ser representado aliciando ao demónio ou pesando as almas numa balança, como é habitual, aparece como o portador da Santa Cruz, sinal da vitória de Cristo. Em sua inspiração deveram de influir textos bíblicos, patrísticos e litúrgicos que apresentam a São Miguel como o sinaleiro de Deus, o "alferez" de Cristo Rei.
A actual efígie de São Miguel in Excelsis é um relicário de prata sobredorada realizado em 1756 para substituir ao anterior. Alberga em seu interior os restos da antiga imagem de madeira e um "lignum crucis" ou relíquia da cruz de Cristo. O anjo é centro, também em nossos dias, de uma das correntes devocionais mais populares em terras navarras e guipuzcoanas. De facto, ano após ano, esta venerada imagem abandona o seu Santuário no dia de Páscoa de Ressurreção e permanece fora dele por espaço de três meses, tempo em que visita para perto de 280 populações de Navarra. Em muitas destas a imagem do anjo e seus portadores se alojão nas casas dos membros da Irmandade de São Miguel, instituição que agrupa às famílias que oferecem este inestimável serviço. Um cuidado ritual regula a visita do arcango e sua cruz à cada povo: bênção dos campos com a imagem e proclamação dos Evangelhos aos quatro pontos cardinais, visita aos doentes... Entra também em Guipúscoa no segundo domingo de agosto com a romaria à ermita de Igaratza. Uma das saídas mais antigas é a que o santo arcango realiza à cidade de Pamplona, onde passa uma semana, visitando paróquias, conventos, hospitais, centros educativos, e instituições públicas, conquanto o motivo fundamental de sua chegada à cidade é a participação na festa da Dedicação da Catedral (terça-feira seguinte à Oitava de Páscoa).

## Costumes

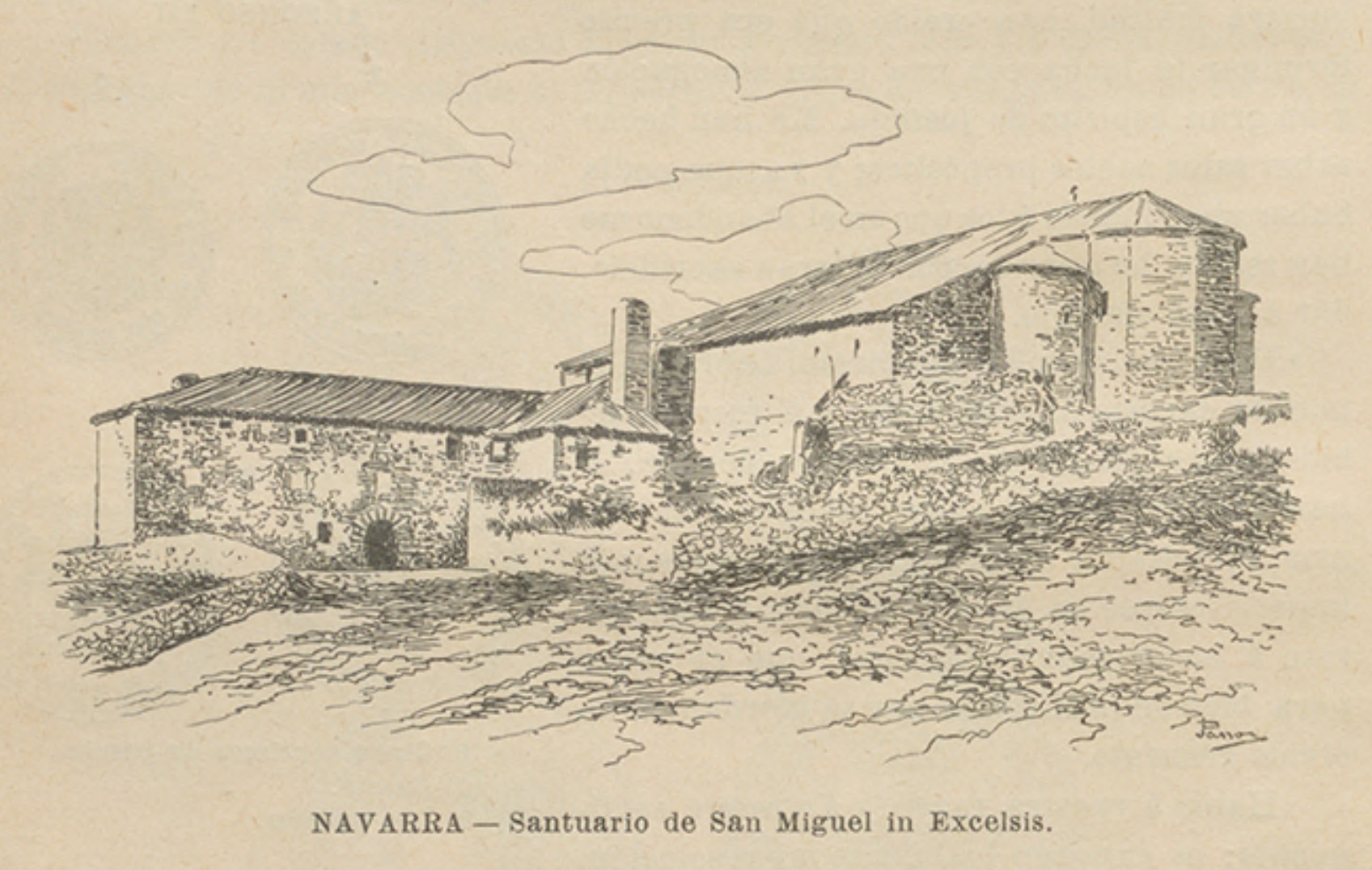
Santuário de São Miguel in Excelsis, por Passos

Ao santuário de São Miguel subiam os casais que queriam ter filhos. Nele existia uma pedra, hoje desaparecida, sobre a qual se colocava a mulher desejosa de ter descendência, e ali, sentada, ouvia a missa, que era celebrada no altar do santo anjo. No lado direito do altar da capela central existe um janela ou orifício que comunica com um vazio de pouco fundo. A gente acha que chega até cima sobre a qual se supõe que está construído o santuário. Muitos devotos introduzem ali sua cabeça e rezam um Credo a fim de ver-se livres de dores de cabeça. Prática semelhante é observada em outros vazios existentes em várias ermitas da região, como em São Pedro de Cegama, São João Baptista de Orio, São Estevão de Usúrbil, Nossa Senhora de Zikuñaga de Hernani e numa arqueta de São Formerio (Condado de Treviño). Junto à porta meridional da citada capela central pendem da parede uns supostos troços de corrente do cavaleiro Teodosio de Goñi. Muitos romeiros que vão dão três voltas ao redor daqueles, com o que também esperam evitar dores de cabeça. O monte de São Miguel é também considerado como palco de algumas façanhas de Roldan.
A começos do século XX e segundo contabiliza Satrústegui existiam várias ascensões à cimeira de Aralar: a 25 de abril, Huarte-Araquil; 8 de maio, Huarte Araquil, Irañeta, Arruazu e Lacunza e algum povo mais do vale de Arakil, no sábado seguinte à Ascensão, trinta e quatro aldeias de Arakil, Barranca-Burunda, Larraún, Basaburúa e Imoz, véspera de Corpus, Ergoyena, Lizarraga Torrano, Unanua e Arruazu. a 29 de setembro, festa do Santo, fechavam as ascensões veraneantes. A efígie alada do Arcango costuma girar ademais uma visita a vários aldeias dos arredores. Numa das suas visitas (segundo domingo de agosto), a imagem entra em Guipúscoa posando-se na ermita de Igaratza o que dá lugar a uma importante peregrinação .
Há várias populações navarras e bascas que dedicam as suas festas e danças peculiares a este Arcango vitorioso. Citamos entre as mais conhecidas a Cortes de Navarra, Oñate, Yurreta e Marquina.

## Lenda
Em Navarra, antes de existir os reis de Navarra, vivia no vale de Goñi um cavaleiro chamado Teodósio, Buruzagia da comarca, casado com Dona Constança de Buraco. Pouco depois de casar-se, Teodósio tem que abandonar a sua casa para dirigir a luta contra os árabes.
Dona Constança ficou sozinha em seu palácio com os pais de Teodósio, aos que teve a deferência de lhes fazer dormir na habitação senhoria, passando ela a outra mais pequena. Quando Teodósio voltava vitorioso ao seu castelo, se lhe apareceu o diabo disfarçado de Basajaun ("O Senhor dos Bosques") que lhe fez achar que sua mulher lhe enganava com um criado.
Teodósio, fora de si, se lança a galope para a sua casa. Ao amanhecer penetra em seu palácio e dirige-se decidido e enfurecido à sua habitação matrimonial com a daga desenbaiada. Entra na alcova e apunhala reiteradamente às duas pessoas que dormiam em seu leito convencido de que eram sua esposa e o amante desta.
Crendo ter vingado o delito, sai de casa e sobrecoagido encontra-se com a sua esposa que saía de missa. Aterrorizado, conhece que quem dormiam em sua cama e a quem tinha assassinado eram os seus pais. Atemorizado pelo crime, vai a Pamplona a pedir perdão ao Sr. Bispo quem, horrorizado, envia-lhe a Roma para que seja o próprio Papa quem lhe absolva de seu pecado.
Teodósio, arrependido, vai de peregrino a Roma e o Papa absolve-lhe, pondo-lhe como penitência o arrastar umas grossas correntes até que por um milagre divino se lhe desprendessem. Isto seria o signo inequívoco do perdão divino.
Teodósio, estando retirado em Aralar, um dia viu sair de uma monte um grande dragão que ameaçava o devorar. Teodósio, indefeso, caiu de joelhos e implorou a protecção de S. Miguel, exclamando São Miguel valha-me!.
Naquele momento, entre grande barulho, apareceu o Arcango, quem mostrando a cruz sobre a sua cabeça venceu e matou ao dragão ao grito de Quem como Deus! Nor Jaungoikoa bezala!
Naquele mesmo momento, Teodósio ficou livre das correntes, perdoado por Deus, que lhe deu uma relíquia.
Já livre voltou a sua casa de Goñi onde lhe esperava a sua esposa. E ambos, agradecidos a Deus, constroem um santuário ao Arcango no alto de Aralar, ao que chamaram São Miguel in Excelsis.